# 池谷裕二
池谷 裕二（いけがや ゆうじ、Yuuji IKEGAYA、1970年8月16日 - ）は、日本の薬剤師、薬学者、脳研究者。学位は薬学博士（東京大学大学院・1998年）。東京大学大学院薬学系研究科・教授。
神経科学および薬理学を専門とし、海馬や大脳皮質の可塑性を研究する。脳科学の知見を紹介する一般向けの著作も執筆し、『脳には妙なクセがある』が啓文堂新書大賞、『夢を叶えるために脳はある』が小林秀雄賞を受賞。情報7daysニュースキャスター（TBS系列）ではコメンテータを務める。

## 略歴
- 1989年 - 静岡県立藤枝東高等学校を卒業[4]。同年東京大学理科一類に入学の後、脳に対する薬の作用に惹かれ、同薬学部へ傍系進学。
- 1993年 - 薬剤師国家試験 合格（免許取得）[5]。同年、東京大学大学院薬学系研究科に進学。
- 1995年 - 日本学術振興会特別研究員[1]。
- 1998年 - 博士（薬学）を取得。論文名は「てんかん様過剰神経活動による海馬神経回路の異常形成」[6]。大学院修了までに筆頭著者として13報の学術論文を発表した[7]。同年、東京大学大学院薬学系研究科・助手。
- 2002年 ~ 2005年 - コロンビア大学生物科学講座・客員研究員。
- 2006年 - 東京大学大学院薬学系研究科・講師。
- 2007年 - 東京大学大学院薬学系研究科・准教授[8]。
- 2014年 - 東京大学大学院薬学系研究科・教授に就任。脳情報通信融合研究センター (CiNET)・主任研究員、日本薬理学会・理事も務めている。

## 人物

### 研究活動
光学的画像や電気生理学などの計測技術を用いて研究を行っている。6報の米科学誌『Science』をはじめ、300報を超える学術論文を発表している。神経回路の動作原理に関する研究は、日本薬学会賞、日本学士院学術奨励賞、日本学術振興会賞などの学術賞を受けている。2018年から神経科学と機械学習の融合を試みるERATO池谷脳AI融合プロジェクトの代表を務めている。

### 執筆・講演活動
販売部数が10万部を超える書籍が9冊ある。累積部数は200万部を超え、ほとんどの著書が中国語・韓国語に翻訳出版されている。継続的に執筆活動を行う現役の科学者は珍しく、活動スタイルは「ネオ理系」と評された。サイエンスライターの森健は「特筆すべきは、池谷氏の著作については同じ研究者の間でも非常に評価が高いということだ。たとえば今回の取材でも、理化学研究所のある研究者が『普段の研究活動がありながら、よくあれだけの（質の高い）本が出せていると感心する』と手放しで讃えていた」と述べている。

### エピソード
- 九九や漢字は苦手で、小学校の成績は並以下だった[12]。
- しかし、中学以降の成績は突出しており、東京大学薬学部へ首席で進学しただけでなく、卒業時も首席で卒業した。また東京大学大学院の入学試験にも首席で合格している[13]。
- 人の顔をうまく認識できない先天性相貌失認症であることをカミングアウトしている。顔と名前を一致させる苦労を「道端の石コロに名前が付いていて、微妙な形を区別しながら覚えていくといえばイメージが湧きますか？」と述べている[14]。

## 受賞歴
- 2004年 日本薬学会薬学研究ビジョン部会賞
- 2006年 コニカミノルタ画像科学奨励賞
- 2006年 日本薬理学会学術奨励賞
- 2006年 日本神経科学学会奨励賞
- 2008年 日本薬学会奨励賞
- 2008年 文部科学大臣表彰若手科学者賞
- 2009年 ニューロクリアティブ研究会創造性研究褒賞
- 2013年 日本学術振興会賞
- 2013年 日本学士院学術奨励賞
- 2015年 塚原仲晃記念賞
- 2017年 江橋節郎賞
- 2024年 小林秀雄賞
- 2025年 日本薬学会賞

## 著書
- 『記憶力を強くする』（講談社ブルーバックス 2001）ISBN 978-4062573153
- 『最新脳科学が教える高校生の勉強法』（ナガセ 2002）ISBN 978-4890852420
- 『受験脳の作り方』（ナガセ 2002 のち新潮文庫 2011）ISBN 978-4101329222
- 『進化しすぎた脳』（朝日出版社 2004 のち講談社ブルーバックス 2004）ISBN 978-4062575386
- 『怖いくらい通じるカタカナ英語の法則』（講談社 2004 のち講談社ブルーバックス 2008）ISBN 978-4062575744
- 『脳はなにかと言い訳する』（祥伝社 2006 のち新潮文庫 2010）ISBN 978-4396681135
- 『単純な脳、複雑な「私」』（朝日出版社 2009 のち講談社ブルーバックス 2013）ISBN 978-4255004327
- 『脳には妙なクセがある』（扶桑社 2012 のち扶桑社新書 2013）新潮文庫
- 『ココロの盲点』（朝日出版社 2013）ISBN 978-4255007595
- 『自分では気づかない、ココロの盲点 完全版』（講談社ブルーバックス 2016）ISBN 978-4-06-257953-7
- 『脳はなにげに不公平 パテカトルの万脳薬』朝日新聞出版, 2016.3 のち文庫
- 『メンタルローテーション "回転脳"をつくる』扶桑社, 2019.6
- 『脳はすこぶる快楽主義 (パテカトルの万脳薬)』朝日新聞出版, 2020.10
- 『パパは脳研究者 子どもを育てる脳科学』扶桑社新書 2020.7 のち文庫（『脳研究者　育つ娘の脳に驚く』）
- 『回転させるだけで脳が覚醒するドリル』扶桑社, 2021.2
- 『できない脳ほど自信過剰 パテカトルの万脳薬』朝日文庫 2021.3
- 『寝る脳は風邪をひかない』扶桑社 2022.1 のち文庫（『脳は意外とタフである』）
- 『夢を叶えるために脳はある』講談社 2024.3
- 『生成AIと脳』扶桑社新書  2024.11
- 『すごい科学論文』新潮新書  2025.4

### 共著
- 『海馬　脳は疲れない』糸井重里共著（朝日出版社 2002 のち新潮文庫 2005）ISBN 978-4101183145
- 『小学館の図鑑NEO 人間・いのちの歴史』共著（小学館）2006 ISBN 978-4092172135
- 『ゆらぐ脳』木村俊介共著（文藝春秋 2008）ISBN 978-4163702506
- 『のうだま』上大岡トメ共著（幻冬舎 2008 のち幻冬舎文庫 2016）ISBN 978-4344015951
- 『和解する脳』鈴木仁志共著（講談社 2010）ISBN 978-4062165853
- 『のうだま2』上大岡トメ共著（幻冬舎 2012 のち幻冬舎文庫 2016）ISBN 978-4344022195
- 『脳はこんなに悩ましい』中村うさぎ共著（新潮社 2012 のち新潮文庫 2015）ISBN 978-4103331810
- 『頭のいい子に育てる最高の勉強法 脳科学者、小児科医が教える12歳までにやっておきたいこと』篠原菊紀,瀧靖之,成田奈緒子共監修. 洋泉社, 2019.12
- 『生きているのは なぜだろう。』田島光二絵,糸井重里企画・監修.（ほぼ日 2019）ISBN 978-4-86501-380-1
- 『脳はみんな病んでいる』中村うさぎ共著. 新潮社, 2019.1
- 『勉強脳のつくり方 親子で学ぼう!脳のしくみと最強の勉強法』監修, オゼキイサム絵. 日本図書センター, 2019.7
- 『今すぐできる!!脳が喜ぶ最強の勉強法 科学的に正しい学習方法を専門家が伝授!!』林成之,池田貴将,本田真美,菅原洋平,石川三知,菅原道仁共監修. 洋泉社, 2019.9
- 『こころキャラ図鑑 「感情」と友だちになろう!』監修,クリハラタカシ絵. 西東社, 2020.11
- 『モヤモヤそうだんクリニック』ヨシタケシンスケ絵. NHK出版, 2020.6
- 『東大教授が教える!デキる大人の勉強脳の作り方』監修, オゼキイサム絵. 日本図書センター, 2021.1
- 『脳と人工知能をつないだら、人間の能力はどこまで拡張できるのか　脳ＡＩ融合の最前線』紺野大地共著（講談社）, 2022.12

### 翻訳
- J.アラン・ホブソン『夢に迷う脳: 夜ごと心はどこへ行く?』監訳 池谷香訳（朝日出版社 2007）
- G.K.カンジ『「逆」引き統計学』著 久我奈穂子共訳（講談社 2009）

## 教科書
- 国語（中学1年） 「笑顔という魔法」（教育出版 2012-2019）
- 国語（中学3年） 「海馬」（三省堂 2012-2015）
- 国語（中学1年）「自分の脳を知っていますか」（教育出版 2020-現在）

## 連載
- VISA（VISA）「ビジネス脳のすすめ」2004-2008
- Field（エムエフディ）2005-2007
- 日本経済新聞（日本経済新聞）夕刊一面「あすへの話題」2007
- エコノミスト（毎日新聞）巻頭エッセイ「闘論席」2008-現在
- 日経ビジネスAssocie（日経BP）Web連載「潜在“脳力”を活かす仕事術」2008年-2009年
- 週刊現代（講談社）「リレー読書日記」2009-2010
- 読売新聞（読売新聞）読書委員 2011-2012
- 週刊朝日（朝日新聞出版）「パテカトルの万脳薬」 2012-2023
- 読売新聞（読売新聞）文化面「ビタミンBOOK」 2013-2014
- クーヨン（クレヨンハウス）「脳研究者パパの悩める子育て」 2013-2017
- 家の光（家の光協会）「脳ピカドリル」 2014-2015
- 婦人画報（ハースト婦人画報社）「宇宙の一皿」 2016-2017
- RETHINK（日本たばこ産業）「Rethink LABO　～“新視点”発見ラボ」 2016-2017
- 週刊新潮（新潮社）「池谷裕二の全知全脳」 2023-現在

## テレビ出演
- 「情報7daysニュースキャスター」準レギュラーコメンテーター TBSテレビ 2014年-現在